# Pierre Odéon

Pierre Odéon pseudonyme de Pierre Marie Perrin, né le 5 mai 1903 à Pontivy (Morbihan) et mort en 14 décembre 1977 à Paris, est un militant communiste libertaire, objecteur de conscience, insoumis et administrateur du journal Le Libertaire.

## Anarchiste et antimilitariste
En 1921, responsable des Jeunesses anarchistes il est arrêté pour une affiche incitant à « la désobéissance aux ordres de mobilisation » et, en cas de guerre, à l’insurrection. Condamné à six mois de prison, sa peine est confirmée en appel.
Responsable, en 1922-1923, de la Jeunesse communiste anarchiste, il milite à l'Union anarchiste jusqu'en 1926, puis à l'Union anarchiste communiste révolutionnaire à partir de 1928.
Convoqué le 7 octobre 1929 pour accomplir une période militaire de réserve, il ne s'y rend pas et est arrêté en décembre 1929. Le 29 janvier 1930, il se déclare objecteur de conscience devant le tribunal militaire qui le condamne à un an de prison. Interdit de visites, il entame avec d’autres insoumis ou objecteurs de conscience, une grève de la faim et obtient satisfaction au bout de deux semaines, notamment du fait d'une campagne d’opinion publique contre le « bagne militaire de Paris » du Cherche-Midi.
Le 15 décembre 1930, il est libéré et s’engage activement dans la lutte pour la reconnaissance de l’objection de conscience et au Comité d'action contre les prisons militaires.

## Révolution espagnole
Il collabore au journal Le Libertaire et fonde, en 1934, le journal anarchiste Le Tocsin - Contre tous les fascismes - Pour la liberté.
Dès le début de la révolution sociale espagnole de 1936, il fonde avec Louis Lecoin et Nicolas Faucier le Comité pour l'Espagne Libre.
Il escorte des convois de nourriture et d'armes vers l'Espagne, parcourant fréquemment la route de Paris à l'Aragon en passant par Barcelone,.
Il participe à la création de la Centurie Sébastien Faure de la Colonne Durruti (CNT-AIT), puis en février 1937, à l'organisation de la Colonie Ascaso-Durruti, un orphelinat financé à Llançà non loin de la frontière française, par le Comité pour l'Espagne libre.

## Déportation
Pendant l’Occupation, il est arrêté, semble-t-il pour avoir insulté des gradés allemands dans un café, et déporté au camp de concentration nazi de Buchenwald et aux mines de sel de Wansleben am See.
Il rentre en France en août 1945 où il crée un bulletin de liaison entre les familles de disparus.
Il est décoré de la Légion d’honneur.
Le 2 novembre 1946, il participe, avec de nombreux autres déportés français et espagnols à la manifestation tenue Salle des sociétés savantes pour « protester contre le régime d’oppression qui subsiste toujours en Espagne et honorer les milliers d’Espagnols morts pour la cause de la liberté ».

## Commentaire
Lorsqu’il défend Pierre Odéon, en 1930, arrêté pour avoir refusé d’être réserviste, Louis Lecoin écrit : « Odéon sait très bien que le problème social à la solution duquel nous travaillons, ne sera résolu que par la révolution. Je ne pense pas qu’en attendant cette révolution, il soit interdit d’agir individuellement, selon ses goûts, sa force de volonté et son ouvrage ».

## Notices
- Dictionnaire des anarchistes, « Le Maitron » : notice biographique.
- Dictionnaire international des militants anarchistes : notice biographique.
- L'Éphéméride anarchiste : notice biographique.
- René Bianco, 100 ans de presse anarchiste : notice.